# Shibuya
Shibuya (渋谷区, Shibuya-ku) est un des vingt-trois arrondissements spéciaux formant Tokyo, au Japon. L'arrondissement a été fondé en 1932.

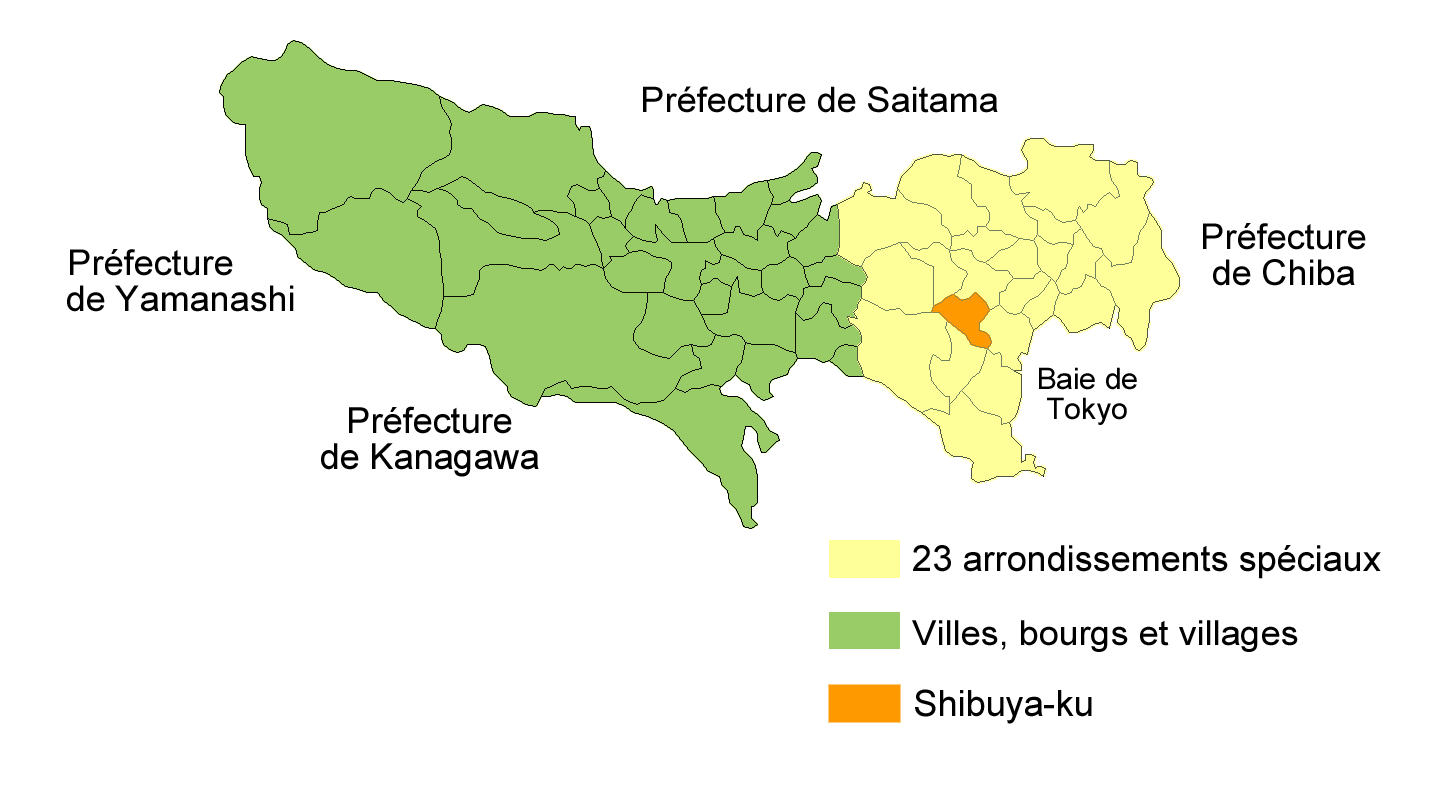
Situation de Shibuya-ku dans la métropole de Tokyo.

En même temps qu'au nom de l'arrondissement, le nom « Shibuya » se rapporte à la gare et au quartier d'affaires autour de la gare. La gare de Shibuya est une des plus fréquentées dans la région de Tokyo, ce qui est particulièrement visible au niveau du Shibuya Crossing. L'arrondissement de Shibuya est connu comme un centre de la mode et c'est un quartier bien animé. Un symbole de ce quartier pour les jeunes est la tour 109, qui renferme une centaine de boutiques consacrées aux dernières tendances de la mode. D'autres quartiers importants composent l'arrondissement de Shibuya : Daikanyama, Ebisu, Harajuku, Hiroo, Sendagaya, Omotesandō et Yoyogi.

## Toponymie
Plusieurs théories existent à propos de l'origine du nom de l'arrondissement de Shibuya. L'une d'entre elles affirme qu'il dérive de l'ancien nom d'un hameau « Shioya » (« 塩谷 »). Une autre soutient que le toponyme « Shibuya » (« 渋谷 ») correspond au nom donné à un territoire par un seigneur de la fin de l'époque de Heian (794-1185), Kawasaki Shigeie, honoré par l'empereur Horikawa du surnom « Shibuya » pour avoir capturé, dans l'enceinte du palais Heian, un opposant au pouvoir impérial nommé Shibuyagon no Sukemorikuni. Ainsi serait né le clan Shibuya,,. Une troisième rapporte que les flots d'un cours d'eau de la région étaient chargés en fer, lui conférant la couleur de la rouille (シブ色 (shibuiro)), d'où son nom « Shibuya-gawa » (« シブヤ川 »), repris pour forger le nom de lieu « Shibuya ». Malgré les nombreux réarrangements administratifs de l'ère Meiji (1868-1912), le nom « Shibuya » a perduré.

## Géographie

### Situation
Shibuya est l'un des vingt-trois arrondissements spéciaux de Tokyo, la capitale du Japon. Il s'étend de nord-ouest en sud-est, au sud-ouest du palais impérial de Tokyo et au nord-ouest de la baie de Tokyo. Le quartier de Shibuya est officiellement une section de l'arrondissement qui s'étend à l'est de la gare de Shibuya. Cependant, il est couramment étendu aux quartiers Dōgenzaka et Udagawa, à l'ouest de la gare.

### Démographie
Selon les résultats du recensement national, l'arrondissement de Shibuya rassemblait, en 2015, 224 533 habitants répartis sur une superficie totale de 15,11 km2. La population de l'arrondissement était en augmentation de 9,8 % par rapport à celle estimée cinq ans plus tôt. Au 1er juin 2019, selon la mairie de Shibuya, l'arrondissement comptait 229 205 résidents (52 % de femmes), dont 11 154 résidents étrangers (4,9 %).

### Topographie
L'arrondissement de Shibuya s'étend sur environ 6,2 km dans sa plus grande largeur, de nord-ouest en sud-est, sur le plateau de Yodobashi, dans la partie est du plateau de Musashino. Le plateau de Yodobashi occupe une bande de terre comprise entre la rivière Kanda, au nord, et le fleuve Meguro, au sud. Il comprend tout ou parties des arrondissements de Shinjuku, Chiyoda, Minato, Shinagawa, Meguro, Setagaya et Shibuya (dans sa partie centrale). L'altitude y varie de 30 à 60 m ; celle de Shibuya décroît de 40 à 25 m, suivant la direction nord-ouest-sud-est.

### Quartiers
Voici la liste complète des quartiers officiels composant l'arrondissement spécial de Shibuya :
- Sasazuka
- Hatagaya
- Honmachi
- Nishihara
- Ōyamachō
- Hatsudai
- Uehara
- Motoyoyogichō
- Yoyogi
- Sendagaya
- Tomigaya
- Yoyogikamizonochō
- Kamiyamacho
- Jinnan
- Shōtō
- Udagawachō
- Jingūmae dont fait partie Harajuku
- Dōgenzaka
- Maruyamachō
- Shinsenchō
- Shibuya (quartier)
- Sakuragaokachō
- Nanpeidaichō
- Sarugakuchō
- Uguisudanichō
- Hachiyamachō
- Daikanyamachō
- Ebisuminami
- Ebisu
- Hiroo
- Higashi

## Histoire
Des sites archéologiques établis sur le territoire de l'arrondissement de Shibuya montrent que des humains vivant durant la période Jōmon (13 000–400 ans av. J.-C.), occupaient les parties élevées du plateau de Musashino. Des kofun (monuments funéraires), des objets faits d'argile et des os humains ont été sortis de terre.
L'histoire de la région, durant les périodes Nara (710-794) et Heian, reste très peu connue. Le plateau de Musashino est alors une vaste étendue sauvage. En 1092, un clan de samouraïs donne son nom à une fortification militaire et à un lieu de culte du shintō. Le château de Shibuya a été détruit en 1524 par le clan Go-Hōjō. Au début du XXIe siècle, seul le sanctuaire Shibuya Hachiman, couramment appelé Konnō Hachiman-gū, a été préservé,,.
L'histoire de Shibuya commence à s'écrire au cours de l'époque de Kamakura (1185-1333), dans la province de Musashi, sous l'impulsion du clan Musashi. Jusqu'à l'époque d'Edo (1603-1868), dans le fief du clan Go-Hōjō, des villages se développent, parmi lesquels Harajuku, Sendagaya, Hatagaya et Shimoshibuya,. Pendant le shogunat Tokugawa, ils prospèrent comme extension du domaine du pouvoir central qui siège à Edo. Après la restauration de Meiji, le nouveau gouvernement installé à Tokyo remodèle l'organisation administrative du pays. Le district de Shibuya est officiellement créé, en 1869, dans la préfecture de Musashi. En 1889, le village de Shibuya est fondé. En 1904, il comprend 8 954 habitations et rassemble une population de 35 191 habitants.
Le 1er octobre 1932, le village de Shibuya devient l'un des 35 arrondissements de la ville de Tokyo ; il inclut la vallée du cours supérieur du fleuve Shibuya, le quartier résidentiel de Yoyogi et celui de Harajuku,. L'année 1947, après la Seconde Guerre mondiale, Shibuya est maintenu parmi les 23 arrondissements spéciaux de la capitale japonaise. À partir de 1955, des gratte-ciel sont construits. Shibuya s'établit comme un centre d'affaires, administratif et commercial, desservi par de nombreuses lignes de chemins de fer, la ligne Yamanote, notamment,.
La tenue des Jeux olympiques d'été de 1964 entraîne une accélération du développement urbain,. Par la suite, les boutiques de mode se multiplient et l'arrondissement de Shibuya devient le lieu de rendez-vous favori de la jeunesse tokyoïte,. En particulier, l'année 1979, est inauguré l'un des symboles de Shibuya : 109, un centre commercial de dix étages, dédié à l'habillement pour femmes jusqu'en 1996, puis ciblant les jeunes.

## Culture locale et patrimoine

### Patrimoine architectural

#### Édifices civils
- Bunkamura

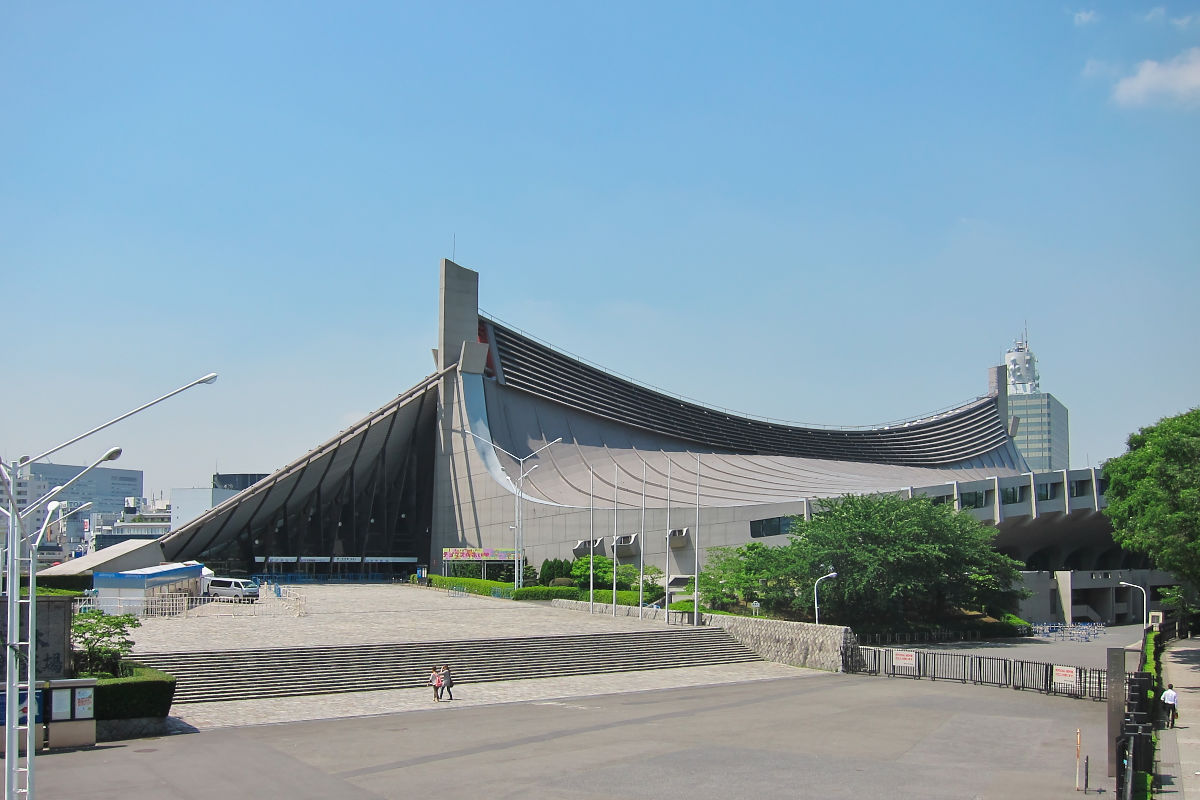
Gymnase olympique de Yoyogi, œuvre de Kenzō Tange.

- Tour Cerulean (en), le plus haut bâtiment autour de la gare de Shibuya
- Tour Shibuya Hikarie, un grand complexe de bureaux et de commerces, un théâtre et un lobby donnant une vue sur le quartier (station / gare de Shibuya et alentour)
- Yebisu Garden Place à Ebisu
- Le siège de NHK
- Tour NTT DoCoMo Yoyogi à Sendagaya, le deuxième plus haut bâtiment à Tokyo
- Omotesando Hills à Harajuku.
- Takashimaya Times Square à Sendagaya
- Centre sportif du Tokyo (Tokyo Metropolitan Gymnasium) par Fumihiko Maki à Sendagaya
- Gymnase olympique de Yoyogi, par Kenzō Tange, à Yoyogi
- La tour 109

#### Édifices religieux

##### Sanctuaire Meiji
Le sanctuaire Meiji est un lieu de culte du shintoïsme construit de 1915 à 1920, dans les règles du style nagare-zukuri. Il est dédié au couple impérial de l'ère Meiji : l'empereur Meiji et l'impératrice Shōken,.

### Patrimoine naturel
Les plus importants espaces verts de Shibuya sont le parc Yoyogi et une partie du jardin national Shinjuku gyoen. Situés dans le nord, ils représentent environ 10 % de la superficie de l'arrondissement.

#### Le parc Yoyogi
Situé dans le nord de Shibuya, le parc Yoyogi est un des plus grands parcs à Tokyo. Ouvert au public depuis 1967, ce parc de sport et de loisirs s'étale sur une superficie de 54,1 hectares.

#### Shinjuku gyoen
Le Shinjuku gyoen est un jardin national, étendu sur une superficie de 58,3 hectares, à cheval sur la limite sud de Shinjuku et la limite nord de Shibuya. Il mélange trois styles distincts de jardins : anglais, français et japonais.

### Patrimoine culturel

#### Équipements culturels
- Théâtre national du nō à Sendagaya
- Nouveau théâtre national de Tokyo à Hatsudai
- Yamano Hall à Yoyogi

### Patrimoine historique
Près de la sortie ouest de la gare de Shibuya est érigée une statue en bronze dédiée à Hachikō, le « chien fidèle ». Ce chien, de la race Akita, a accompagné son maître, chaque matin, jusqu'à la gare de Shibuya, et est venu l'accueillir tous les soirs, jusqu'à sa mort, survenue, en 1935, dix ans après le décès de son propriétaire. La place sur laquelle est honoré l'animal, symbole de fidélité, est un lieu de rendez-vous célèbre depuis son inauguration en 1934,.
Dōgenzaka est une rue commerçante en pente et un quartier du centre de l'arrondissement de Shibuya, célèbre pour ses boîtes de nuit et ses love hotels. Le quartier inclut Bunkamura et le square Hachikō. Il tire son nom d'une légende qui raconte qu'à l'époque de Kamakura, des membres de la famille du commandant militaire Wada Yoshimori, y sévissaient comme brigands appelés dōgen,.

## Moyens de transport

### Transport ferroviaire
Il y a plusieurs gares dans l'arrondissement, dont la principale, la gare de Shibuya. Il y a aussi plusieurs lignes ferroviaires et de métro.
- JR East :
  - ligne Yamanote : les gares de la ligne dans l'arrondissement sont Shibuya, Ebisu, Harajuku et Yoyogi
  - ligne Chūō-Sōbu : Yoyogi et Sendagaya
  - lignes Saikyō et Shōnan-Shinjuku : Shibuya, Ebisu et Shinjuku (la partie au sud du Kōshū Kaidō est dans Shibuya).
- Tokyo Metro :
  - ligne Ginza : Shibuya
  - ligne Hibiya : Ebisu
  - ligne Chiyoda : Meiji-jingūmae, Yoyogi-kōen, Yoyogi-Uehara
  - ligne Hanzōmon : Shibuya
  - ligne Fukutoshin : Kitasandō, Meiji-jingūmae, Shibuya
- Toei :
  - ligne Ōedo : Shinjuku (Yoyogi), Yoyogi
- Tōkyū
  - ligne Tōyoko : Shibuya, Daikanyama
  - ligne Den-en-toshi : Shibuya, Ikejiri-Ohashi
- Keiō
  - ligne Inokashira : Shibuya (terminus), Shinsen
  - ligne Keiō : Sasazuka
  - ligne nouvelle Keiō : Hatsudai, Hatagaya, Sasazuka
- Odakyū :
  - ligne Odawara : Minami-Shinjuku, Sangubashi, Yoyogi-Hachiman, Yoyogi-Uehara
- Le quai royal[l 20], utilisé par la famille impériale japonaise en de rares occasions, est situé le long de la ligne de Yamanote à quelques minutes à pied de la gare de Harajuku dans Sendagaya 3-chome.

### Autoroutes
- Shuto
  - No.3 Rte. de Shibuya (Tanimachi JCT - Yoga)
  - No.4 Rte. de Shinjuku Route (Miyakezaka JCT - Takaido)
- Routes nationales
  - Route 20, Kōshū Kaidō
  - Route 246, Aoyama-dōri ou Tamagawa-dōri

## Éducation
- Université des Nations unies ;
- Université d'Aoyama Gakuin ;
- Université Bunka pour femmes[l 21], à Yoyogi ;
- Université Jissen pour femmes ;
- Université Kokugakuin à Sendagaya ;
- université du Sacré-Cœur (ja)[l 22], à Hiroo ;
- Université Tōkai à Tomigaya ;
- Université de Shibuya (en) : université gratuite, sans locaux propres et animée essentiellement par des bénévoles[26].

## Compagnies et sociétés
- Calpis : fabricant de boisson
- Casio : électronique
- Cellius : développeur de jeux vidéo
- Cyber Agent Ltd. : agence de publicité sur le web
- JR East
- Gap Japon
- Glaxo Smith Kline
- Google Japon
- Ito En Ltd. : fabricant de boisson
- Kentucky Fried Chicken
- Microsoft Japon
- NHK (Nippon Hoso Kyokai)
- Brasseries de Sapporro
- Square Enix: éditeur et développeur de jeux vidéo et de manga
- Teichiku Records
- Tōkyū Corporation

## Symboles d'arrondissement
Sélectionné par une assemblée populaire en 1978, la fleur symbole de Shibuya est un cultivar de l'iris du Japon, une plante ornementale créée au Japon. Le jardin d'iris du sanctuaire Meiji, qui entretient 150 variétés horticoles de cette plante à fleurs, est particulièrement renommé. Choisi en 1978, le zelkova du Japon est l'arbre symbole de l'arrondissement. Il est typique de l'espace forestier du plateau de Musashino et est planté en nombre dans le parc Yoyogi et le long d'Omotesandō, une avenue de Shibuya.

## Dans la culture
Le quartier de Shibuya a inspiré de nombreuses œuvres. En musique, une chanson de l'album À plus tard crocodile du groupe Louise Attaque s'appelle « Shibuya Station » et le clip de la chanson « Panic Station » de Muse a été tourné dans le quartier. Plusieurs jeux vidéo se déroulent à Shibuya, notamment Jet Set Radio, The World Ends with You, Shin Megami Tensei: Imagine et Race Driver: GRID. L'action du film d'animation Le Garçon et la Bête prend également place dans le quartier. En littérature, Le visual novel Chaos;Head se déroule à Shibuya et dévoile de nombreux lieux connus du quartier, dont le nom a parfois été légèrement modifié pour des questions de copyright[réf. nécessaire]. Le manga Tokyo Tribe y prend également place, le quartier étant le théâtre d'affrontements entre les différents gangs de Tokyo, ainsi que la bande dessinée Spirou et Fantasio à Tokyo : le chien Hachikō y prend notamment vie avant d'être abandonné par Spirou et Fantasio à l'un des aéroports de Tokyo.
Le quartier a également été vu dans la série Netflix Alice in Borderland en servant d’arène grandeur nature pour les différentes épreuves. 
De même, le quartier de Shibuya est le lieu-cadre de l’arc « Shibuya Incident » du manga Jujutsu Kaisen.

## Honneur
L'astéroïde (4634) Shibuya porte son nom.

## Galerie

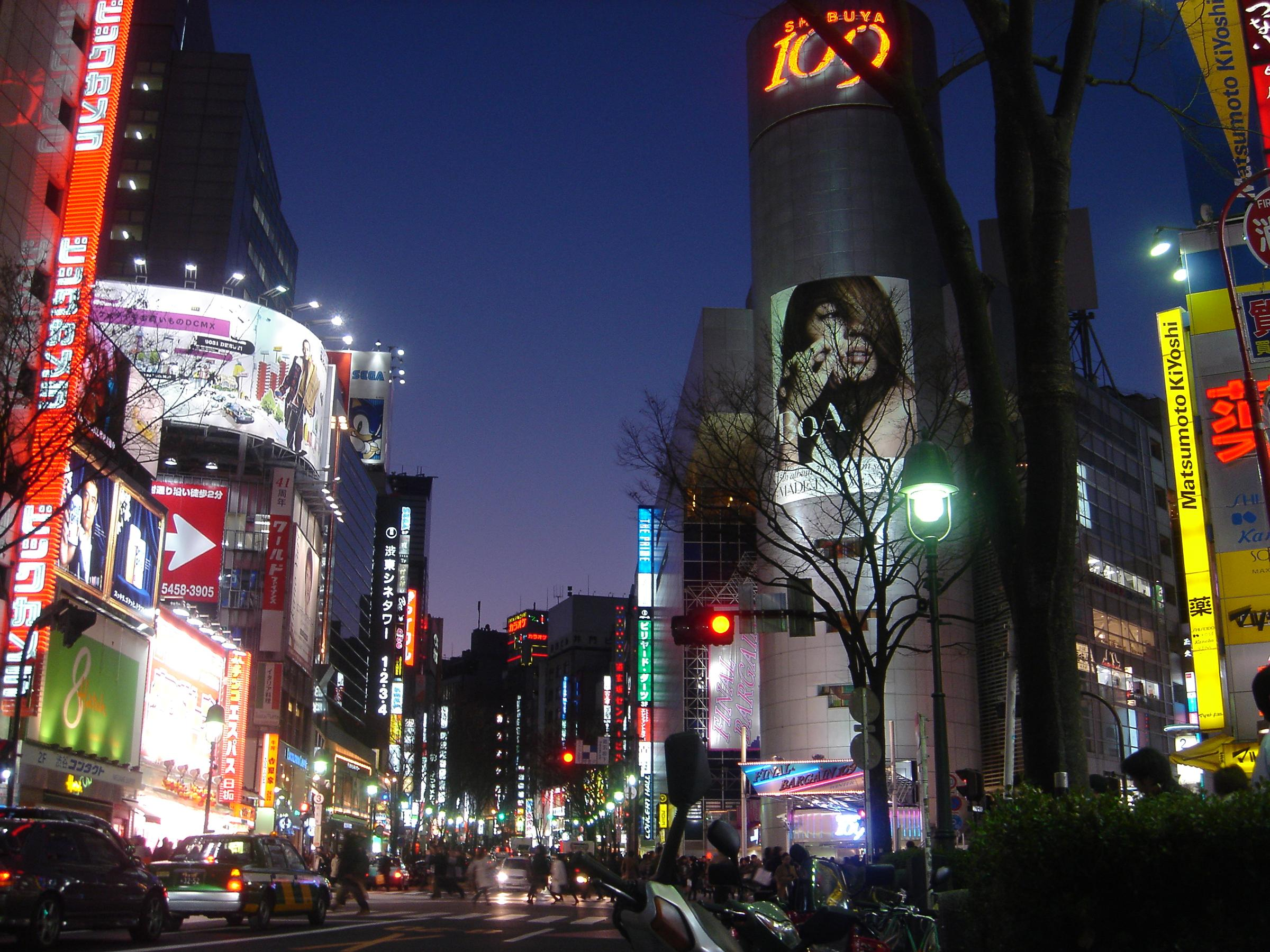
Shibuya 109.
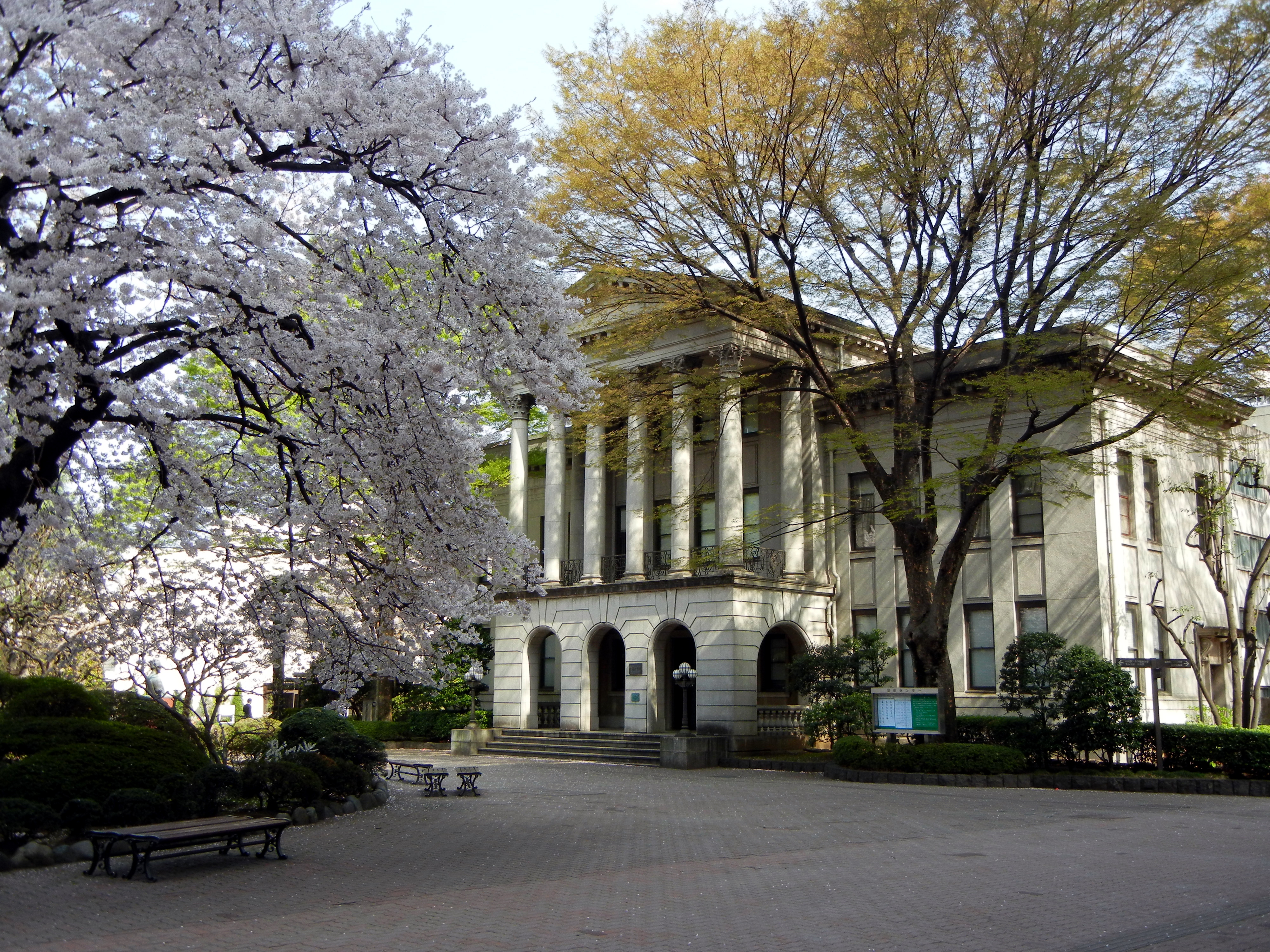
Université Aoyama Gakuin.
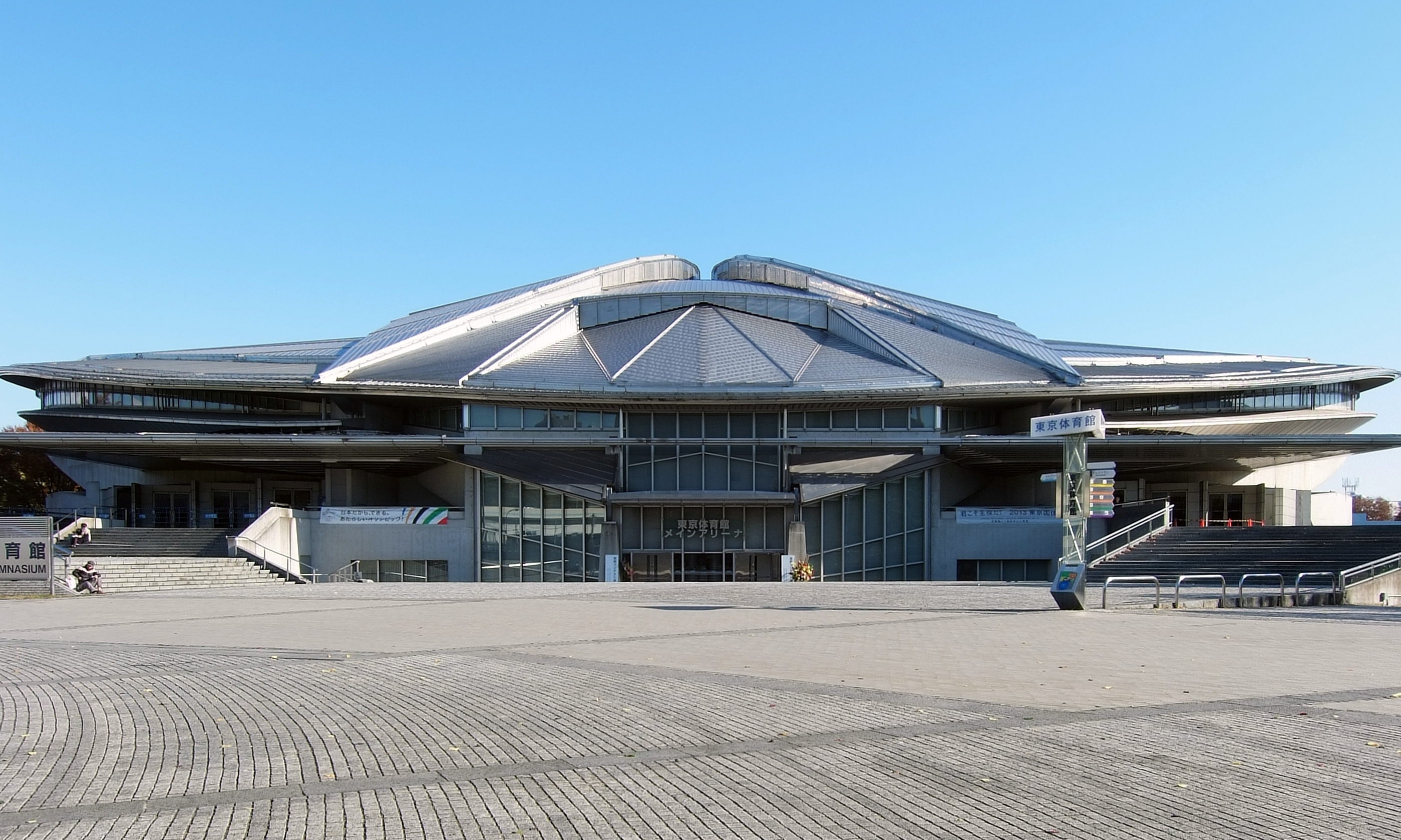
Tokyo Metropolitan Gymnasium.
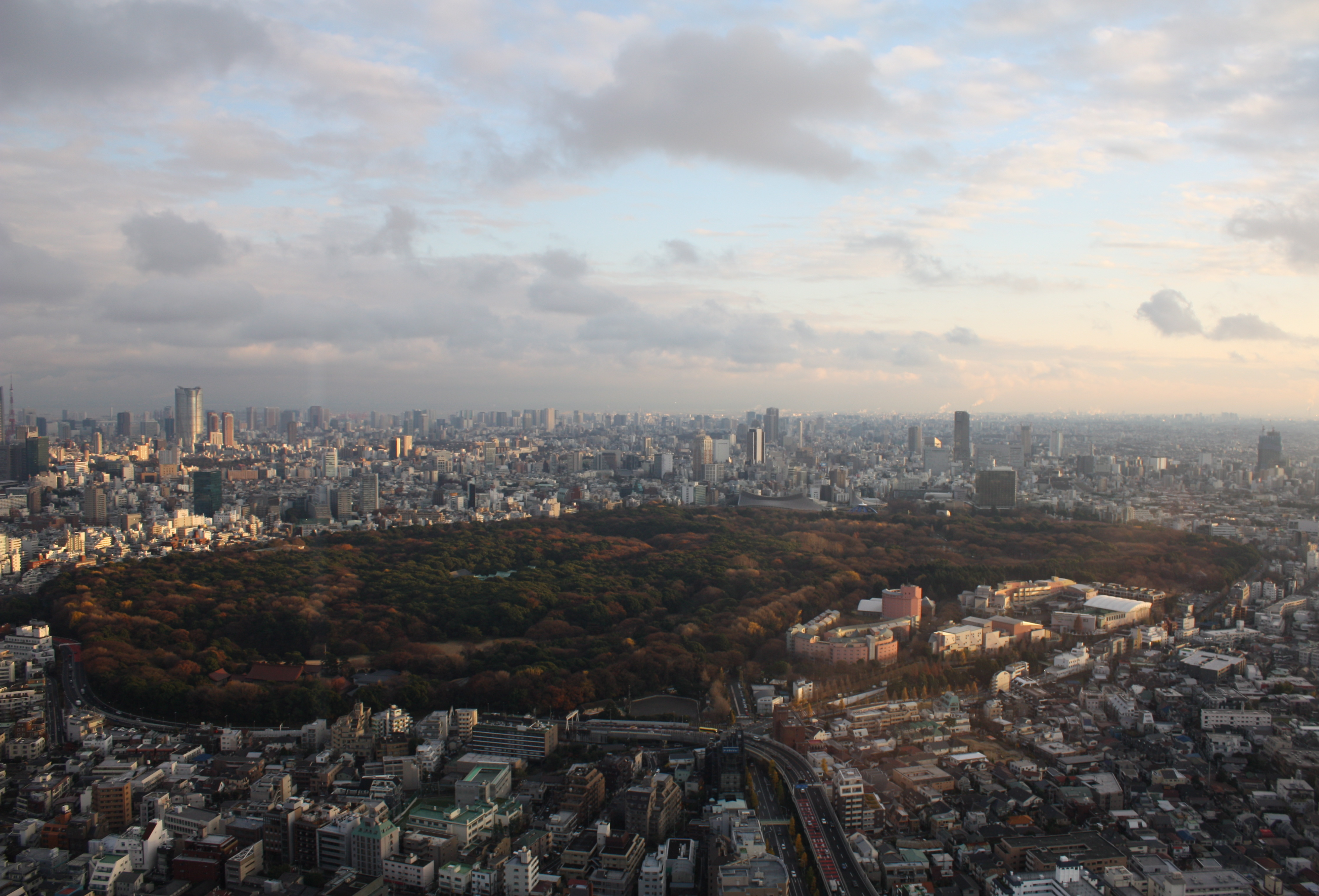
Yoyogi-kōen.
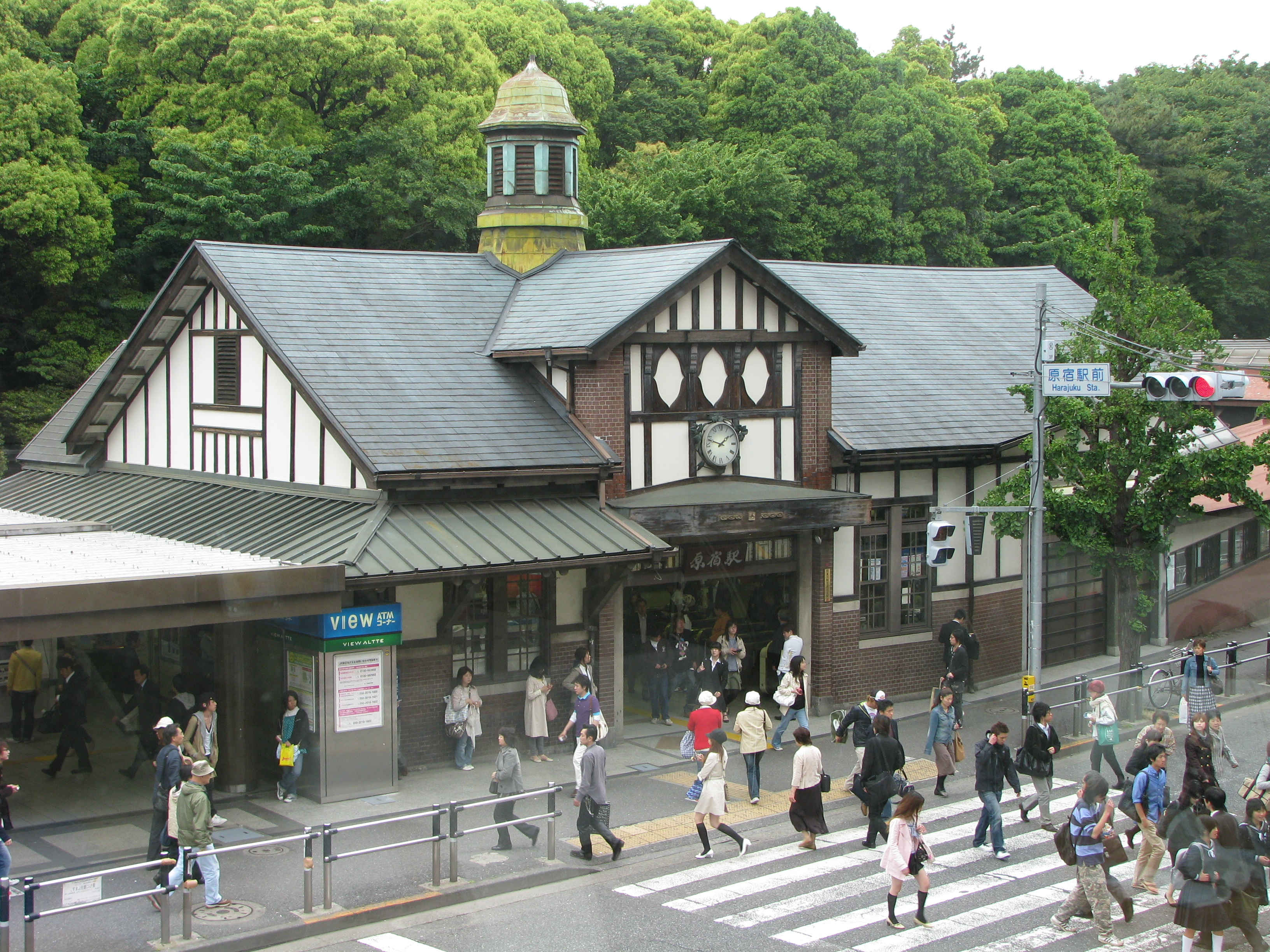
Gare de Harajuku.
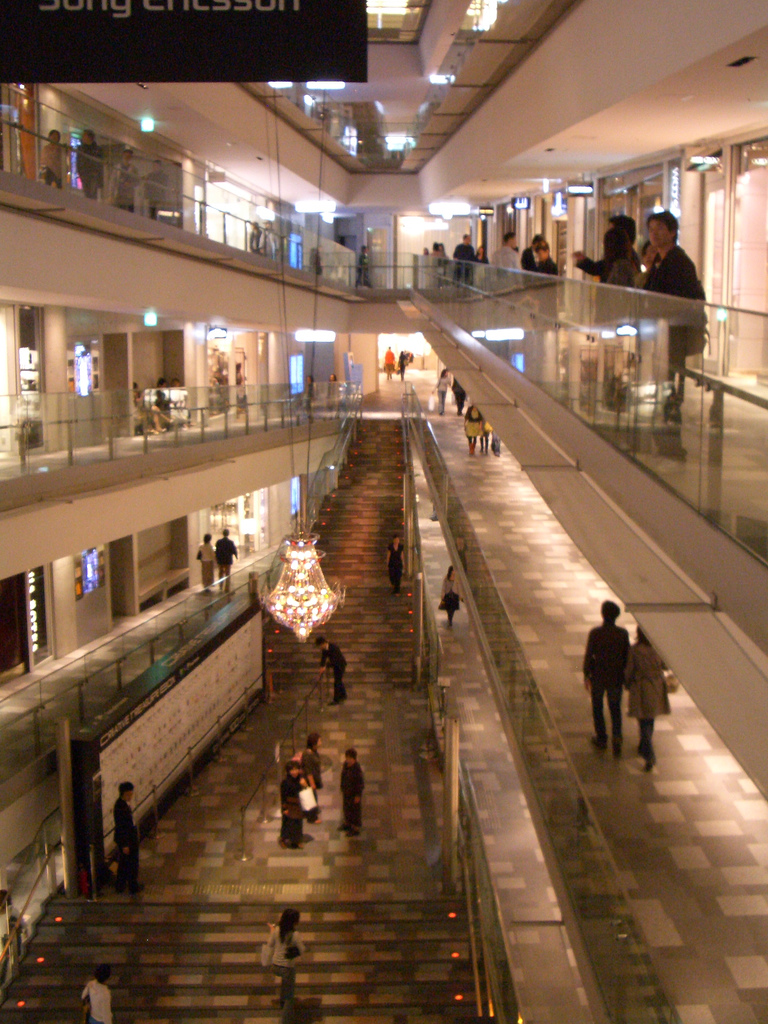
Omotesando Hills.